# Grote saffraangors
De grote saffraangors (Sicalis auriventris) is een zangvogel uit de familie Thraupidae (tangaren).

## Verspreiding en leefgebied
Deze soort komt voor in Chili en Argentinië.